# Reach for the Skies
Reach for the Skies is een computerspel dat werd ontwikkeld door Rowan Software en uitgegeven door Virgin Games. Het spel kwam in 1993 uit voor verschillende platforms.

## Platforms
- 1993: Amiga, Atari ST, DOS

## Ontvangst
| Beoordeeld door       | Platform | Datum         | Score |
| --------------------- | -------- | ------------- | ----- |
| ST Format             | Atari ST | augustus 1993 | 88%   |
| PC Games (Duitsland)  | DOS      | maart 1993    | 85%   |
| Atari ST User         | Atari ST | januari 1993  | 85%   |
| Datormagazin          | Amiga    | juni 1993     | 83%   |
| PC Format (GB)        | DOS      | december 1994 | 76%   |
| Amiga Joker           | Amiga    | mei 1993      | 60%   |
| CU Amiga              | Amiga    | januari 1993  | 59%   |
| Power Play            | DOS      | januari 1993  | 53%   |
| PC Player (Duitsland) | DOS      | maart 1993    | 48%   |